# Guvernul Victor Ponta (2)
Guvernul Victor Ponta (2) a fost cabinetul care a guvernat România din data de 21 decembrie 2012, dată la care a primit votul de încredere al Parlamentului României și a depus jurământul de credință și până la 5 martie 2014, când a depus jurământul al treilea guvern al lui Victor Ponta. Guvernul a fost susținut de către Uniunea Social Liberală, formată din Alianța de Centru-Stânga (compusă din PSD și UNPR) și Alianța de Centru-Dreapta, care este formată din PNL și Partidul Conservator, după alegerile legislative din 2012, sens în care continuatorul guvernului Ponta (1).

## Istoric
La data de 17 decembrie 2012, în urma victoriei USL la alegerile legislative din 9 decembrie 2012, președintele Traian Băsescu l-a nominalizat pe Victor Ponta să formeze noul guvern, acesta fiind singura persoană propusă de partidele parlamentare. Guvernul Victor Ponta II a primit votul de încredere al Parlamentului României pe 21 decembrie 2012, cu 402 voturi „pentru” și 120 „împotrivă”. 
Guvernul Victor Ponta (2) a fost alcătuit din 3 vicepremieri, 15 miniștri, 9 miniștri delegați și a depus jurământul în fața președintelui Traian Băsescu la data de 21 decembrie 2012. Cei 3 vicepremieri sunt: Liviu Dragnea (PSD)- ministrul Administrației și Dezvoltării Regionale, Daniel Chițoiu (PNL)- ministrul Finanțelor, Gabriel Oprea (UNPR) - vicepremier fără portofoliu, pe domeniul apărare și siguranță națională.
Guvernul Victor Ponta (2) a fost alcătuit din 60 de secretari de stat (cu 13 mai mulți decât în Guvernul Victor Ponta (1)) și 120 de președinți de agenții.
Ministrul Relu Fenechiu a plecat pe 12 iulie de la conducerea Ministerului Transportului și Infrastructurii, în urma condamnării sale la pușcărie, în primă instanță. Interimatul a fost preluat de către premierul Ponta, însă la expirarea acestuia PNL a fost în situația de a-i înainta premierului o propunere, întrucât îi revenea funcția. S-a vehiculat numele lui Nini Săpunaru, însă după ce Ponta s-a declarat public împotriva propunerii, PNL a înaintat două propuneri, Nini Săpunaru și Ramona Mănescu, din care Ponta a ales-o pe Mănescu.
Pe 25 februarie 2014 USL s-a rupt iar PNL a decis ieșirea de la guvernare.
Guvernul Victor Ponta (2) a fost dizolvat iar după zece zile a fost constituit Guvernul Victor Ponta (3).

## Programul de guvernare
Programul de guvernare al Guvernului Victor Ponta are următoarele obiective:
- Realizarea unui mix eficient între politicile de stimulare a creșterii economice și obiectivul asigurării stabilității economice și financiare a țării;
- Continuarea acordurilor cu partenerii externi (Uniunea Europeană, Fondul Monetar Internațional, Banca Mondială);
- Realizarea unei execuții bugetare de o manieră prudentă, concomitent cu respectarea obligațiilor asumate către diferite categorii de cetățeni, și anume, în cursul acestui an, reîntregirea salariilor personalului bugetar la nivelul din iunie 2010 și restituirea sumelor reținute fără bază legală pensionarilor;
- Creșterea încasărilor bugetare prin eficientizarea administrării fiscale, îndeosebi prin aplicarea de proceduri moderne de control, lupta fermă împotriva evaziunii fiscale și a corupției, precum și prin utilizarea cu rezultate cuantificabile a banului public (reducerea drastică a cheltuielilor materiale ale instituțiilor bugetare și ierarhizarea investițiilor publice în funcție de influențele economico-sociale favorabile ale acestora);
- Elaborarea pe baze fundamentate a cadrului bugetar multianual pentru stimularea mediului de afaceri și întărirea clasei de mijloc;
- Guvernul susține semnarea de către România a Tratatului Fiscal promovat la nivel european și va stimula dezbaterea publică a prevederilor sale, urmând să adopte cu operativitate și alte măsuri de întărire a guvernanței economice adoptate la nivelul Uniunii Europene.
- Creșterea substanțială a gradului de absorbție a fondurilor structurale și de coeziune până la 31 decembrie 2012.
- Demararea implementării schemei privind reabilitarea termică a clădirilor, finanțată prin Programul Operațional Regional, după aprobarea de către Comisia Europeană a realocării sumei de 150 milioane Euro de la Fondul Social European la Fondul European pentru Dezvoltare Regională.
- Finalizarea, promovarea și aprobarea noului proiect de lege a sănătății;
- Implementarea unui proiect pilot cu privire la salarizarea diferențiată, în funcție de performanță, a personalului din sistemul sanitar
- Creșterea accesibilității populației vulnerabile la servicii medicale
- Înființarea centrelor multifuncționale în zonele în care și-au încetat activitatea spitalele considerate ineficiente, pentru creșterea accesibilității populației la servicii medicale de specialitate
- Înființarea de noi centre medicale de primire urgențe în zonele cu risc crescut
- Promovarea consumului de medicamente generice pentru populație.
- Îmbunătățirea performanțelor întreprinderilor de stat, prin restructurare, cu scopul reducerii pierderilor acumulate de acestea, și prin restrângerea arieratelor, care la finele anului 2011 reprezentau 2,6% din PIB. Implementarea acelor măsuri fiscale menite să deblocheze plățile și mecanismele de compensare a TVA;
- Auditarea și evaluarea tuturor contractelor de achiziții de bunuri și servicii și de consultanță din punctul de vedere al necesității, oportunității și eficientizării actului decizional
- Implementarea corectă a legislației europene în domeniul energiei („Pachetul 3 energie”) și asigurarea independenței reglementatorului, prin trecerea ANRE în subordinea Parlamentului
- Regândirea sistemului de redevențe și a taxelor de exploatare a resurselor în acord cu prevederile comunitare.
- Continuarea procesului de privatizare, mai ales acolo unde și atunci când privatizarea aduce responsabilitate și chibzuință în gestionarea activelor economice și a resurselor, dar după finalizarea auditului asupra activității Guvernului precedent și clarificarea situației reale, tehnice și economice a societăților supuse acestui proces
- Elaborarea proiectului Codului patrimoniului cultural, prin integrarea prevederilor conținute în legile și actele normative în vigoare, precum și prin regândirea sistemului instituțional.
- Semnarea Convenției cadru a Consiliului Europei cu privire la valoarea patrimoniului cultural pentru societate și ratificarea sa de către Parlamentul României.
- Reinstituirea programului „Patrimoniului în pericol” destinat muzeelor etnografice în aer liber pe bază de cofinanțare cu contribuție privată, mecenat și sponsorizări.
- Încheierea unor parteneriate cu autoritățile locale privind finanțarea și amplasarea monumentelor de for public.
- Îmbunătățirea cooperării dintre instituțiile abilitate în combaterea evaziunii fiscale și a contrabandei (ANAF, IGPF și IGPR)
- Implementarea strategiei sectoriale pentru combaterea corupției în structurile MAI
- Continuarea eforturilor pentru aderarea României la Spațiul Schengen prin ridicarea controalelor la frontierele maritime și aeriene și stabilirea termenului de ridicare a controalelor la frontierele terestre
- Continuarea implementării sistemului integrat de securizare a frontierei
- Adoptarea măsurilor necesare pentru desfășurarea alegerilor locale și parlamentare în condiții de deplină legalitate
- Organizarea transparentă și corectă a concursurilor pentru recrutarea și promovarea în funcțiile publice și în celelalte posturi din administrația publică exclusiv pe bază de competență profesională
- Eliminarea tuturor formelor de discriminare în alocarea fondurilor guvernamentale destinate autorităților publice locale
- Promovarea Strategiei Naționale Anticorupție în vederea acceptării de către Parlamentul României
- Îndeplinirea obligațiilor asumate prin Parteneriatul strategic cu SUA
- Inițierea unui proces de promovare a personalului pe baza principiilor meritocrației, a stării de sănătate și capacităților fizice ale personalului;
- Demararea consultărilor cu societatea civilă pentru reconstrucția sistemului de pensii ocupaționale.
- Adoptarea măsurilor necesare astfel încât prefecții și subprefecții să asigure condițiile pentru buna desfășurare a procesului electoral
- Realizarea cu prioritate a obiectivelor asumate în cadrul Mecanismului de Cooperare și Verificare (MCV), iar în acest sens implementarea noilor coduri rămâne un obiectiv fundamental
- Inițierea urgentă a unor dialoguri cu colectivele de conducere ale instanțelor judecătorești, cu Consiliul Superior al Magistraturii(CSM), cu asociațiile profesionale ale judecătorilor și procurorilor, cu avocații, notarii, consilierii juridici, în vederea adoptării unui calendar corect și realist, fără sincope sau întârzieri nejustificate, al intrării în vigoare a noilor coduri: intrarea în vigoare a noului Cod de procedură civilă (termen estimat: 1 septembrie 2012), precum și pregătirea corespunzătoare a intrării în vigoare a noului Cod penal și a noului Cod de procedură penală (termen estimat: primul semestru al anului 2013)

- Accelerarea procesului de comasare a terenurilor agricole prin măsuri de sprijinire a efectuării cadastrului, asigurarea cadrului legal și instituțional necesar comasării și adoptarea de măsuri care să încurajeze tranzacțiile cu terenuri agricole în scopul comasării
- Implementarea unui program special de refacere a infrastructurii de irigații cu finanțare din fonduri europene

- Respectarea condițiilor contractuale privind finanțarea și termenele de finalizare a investițiilor în derulare
- Finalizarea secțiunilor de autostradă și a centurilor ocolitoare aflate în construcție (Autostrada București-Ploiești, Autostrada Cernavodă-Constanța, varianta de ocolire Deva-Orăștie la standard de autostradă, centurile cu profil de autostradă Arad și Constanța), a unor proiecte de reabilitare a drumurilor naționale în curs de execuție, precum și finalizarea altor obiective de infrastructură
- Demararea lucrărilor de execuție pentru tronsoanele de autostradă, cu finanțare europeană, aflate pe Coridorul IV Pan-European: (Timișoara-Lugoj, Lugoj-Deva)

- Dezvoltarea și consolidarea profilului României în UE și NATO și punerea în valoare cu mai mare eficacitate a beneficiilor ce decurg din statutul *României de membru al celor două structuri
- Continuarea eforturilor de promovare și acțiunilor ferme de susținere a aspirațiilor de integrare europeană ale Republicii Moldova va avea un loc central

- Gestionarea în condiții optime a examenelor naționale
- Deblocarea posturilor din învățământul superior
- Susținerea doctoranzilor și post-doctoranzilor prin burse din programe POSDRU
- Utilizarea fondurilor structurale pentru dezvoltarea infrastructurii comune orientate pe cercetare sau tehnologie
- Gestionarea eficientă și transparentă a resurselor

- Reîntregirea salariilor personalului bugetar
- Reanalizarea acordului tripartit privind evoluția salariului minim brut pentru 2012- 2016
- Definitivarea sistemului ghișeului unic pentru angajatori
- Crearea cadrului legislativ pentru realizarea cardului de asigurat operaționalizarea Fondului de Mediu prin alocarea cu prioritate a resurselor pentru investiții verzi și crearea de locuri de muncă verzi
- Adoptarea unei Strategii și a unui Plan Național de gestionare a deșeurilor
- Instituirea imediata a unui moratoriu privind exploatarea gazelor de șist pana la finalizarea studiilor ce se afla in derulare la nivel european privind impactul asupra mediului prin procedeul de fracționare hidraulica.

## Componența
Cabinetul Victor Ponta a fost învestit cu încrederea Parlamentului României în 21 decembrie 2012 și a depus jurământul de credință în aceeași zi în fața președintelui României, Traian Băsescu.
| Minister                                                                                     | Nume                    | Partid | În funcție din               | Până la           |
| -------------------------------------------------------------------------------------------- | ----------------------- | ------ | ---------------------------- | ----------------- |
| Premier                                                                                      | Victor Ponta            | PSD    | 7 mai 2012                   | 5 martie 2014     |
| Ministrul dezvoltării regionale și administrației publice (vicepremier)                      | Liviu Dragnea           | PSD    | 21 decembrie 2012            | 5 martie 2014     |
| Ministrul Finanțelor Publice (vicepremier)                                                   | Daniel Chițoiu          | PNL    | 21 decembrie 2012            | 5 martie 2014     |
| Vicepremier pe domeniul apărare și siguranță națională                                       | Gabriel Oprea           | UNPR   | 21 decembrie 2012            | 5 martie 2014     |
| Ministrul Agriculturii și Dezvoltării Rurale                                                 | Daniel Constantin       | PC     | 7 mai 2012                   | 5 martie 2014     |
| Ministrul Afacerilor Externe                                                                 | Titus Corlățean         | PSD    | 6 august 2012                | 5 martie 2014     |
| Ministrul Afacerilor Interne                                                                 | Radu Stroe              | PNL    | 21 decembrie 2012            | 5 martie 2014     |
| Ministrul Apărării Naționale                                                                 | Mircea Dușa             | PSD    | 21 decembrie 2012            | 5 martie 2014     |
| Ministrul Justiției                                                                          | Mona Pivniceru          | Ind.   | 23 august 2012               | 28 martie 2013    |
| Ministrul Justiției                                                                          | Victor Ponta            | PSD    | 28 martie 2013 (interimar)   | 15 aprilie 2013   |
| Ministrul Justiției                                                                          | Robert Cazanciuc        | Ind.   | 15 aprilie 2013              | 5 martie 2014     |
| Ministrul mediului și schimbărilor climatice                                                 | Rovana Plumb            | PSD    | 7 mai 2012                   | 5 martie 2014     |
| Ministrul Economiei                                                                          | Varujan Vosganian       | PNL    | 21 decembrie 2012            | 7 octombrie 2013  |
| Ministrul Economiei                                                                          | Daniel Chițoiu          | PNL    | 7 octombrie 2013 (interimar) | 17 octombrie 2013 |
| Ministrul Economiei                                                                          | Andrei Gerea            | PNL    | 17 octombrie 2013            | 5 martie 2014     |
| Ministrul pentru societatea informațională                                                   | Dan Nica                | PSD    | 7 mai 2012                   | 5 martie 2014     |
| Ministrul Sănătății                                                                          | Eugen Nicolăescu        | PNL    | 21 decembrie 2012            | 5 martie 2014     |
| Ministrul Educației Naționale                                                                | Remus Pricopie          | PSD    | 21 decembrie 2012            | 5 martie 2014     |
| Ministrul muncii, familiei, protecției sociale și persoanelor vârstnice                      | Mariana Câmpeanu        | PNL    | 7 mai 2012                   | 5 martie 2014     |
| Ministrul Fondurilor Europene                                                                | Eugen Teodorovici       | PSD    | 21 decembrie 2012            | 5 martie 2014     |
| Ministrul Transportului și Infrastructurii                                                   | Relu Fenechiu           | PNL    | 21 decembrie 2012            | 12 iulie 2013     |
| Ministrul Transportului și Infrastructurii                                                   | Victor Ponta            | PSD    | 12 iulie 2013 (interimar)    | 26 august 2013    |
| Ministrul Transportului și Infrastructurii                                                   | Ramona Mănescu          | PNL    | 26 august 2013               | 5 martie 2014     |
| Ministrul Culturii                                                                           | Daniel Constantin Barbu | PNL    | 21 decembrie 2012            | 17 decembrie 2013 |
| Ministrul Tineretului și Sportului                                                           | Nicolae Bănicioiu       | PSD    | 21 decembrie 2012            | 5 martie 2014     |
| Ministru delegat pentru buget                                                                | Liviu Voinea            | PSD    | 21 decembrie 2012            | 5 martie 2014     |
| Ministru delegat pentru ape, păduri și piscicultură                                          | Lucia-Ana Varga         | PNL    | 21 decembrie 2012            | 5 martie 2014     |
| Ministru delegat proiecte de infrastructură de interes național și investiții străine        | Dan Șova                | PSD    | 21 decembrie 2012            | 5 martie 2014     |
| Ministru delegat pentru întreprinderi mici și mijlocii, mediu de afaceri și turism           | Maria Grapini           | PC     | 21 decembrie 2012            | 5 martie 2014     |
| Ministru delegat pentru energie                                                              | Constantin Niță         | PSD    | 21 decembrie 2012            | 5 martie 2014     |
| Ministru delegat pentru învățământ superior, cercetare științifică și dezvoltare tehnologică | Mihnea Costoiu          | PSD    | 21 decembrie 2012            | 5 martie 2014     |
| Ministru delegat pentru relația cu Parlamentul                                               | Mihai Alexandru Voicu   | PNL    | 21 decembrie 2012            | 5 martie 2014     |
| Ministru delegat pentru românii de pretutindeni                                              | Cristian David          | PNL    | 21 decembrie 2012            | 5 martie 2014     |
| Ministru delegat pentru dialog social                                                        | Doina Adriana Pană      | PSD    | 21 decembrie 2012            | 5 martie 2014     |